# Limnephilus labus
Limnephilus labus là một loài Trichoptera trong họ Limnephilidae. Chúng phân bố ở miền Tân bắc.